# Pehr Lagerhjelm (1739–1805)
För andra betydelser, se Pehr Lagerhjelm (olika betydelser).
Pehr Lagerhjelm, född 20 november 1739 i Kräcklinge socken, död 10 december 1805, var en svensk militär.
Pehr Lagerhjelm var son till Gustaf Lagerhjelm, till Hageberg samt Falkenå och Skoftesta, och Catharina Beata Löfman.
Lagerhjelm blev ryttmästare i juni 1776, och riddare av Svärdsorden 1779. Därefter utnämnd till major efter olika militära grader; sekundärmajor 1781; premiärmajor 1785 och generalmajor i armén 1796. Vidare bevistade han det pommerska kriget 1758–1762.
Han avled ogift och barnlös. Och gravsattes på Kräcklinge kyrkogård, i familjen Lagerhjelms gravkor, i densammas födelsesocken.